# Оскар Осала
Оскар Осала (фін. Oskar Osala; 26 грудня 1987, м. Вааса, Фінляндія) — фінський хокеїст, лівий/правий нападник. Виступає за «Металург» (Магнітогорськ) у Континентальній хокейній лізі.
Вихованець хокейної школи «Спорт» (Вааса). Виступав за «Спорт» (Вааса), «Міссісога Айс-Догс» (ОХЛ), «Еспоо Блюз», «Герші Берс» (АХЛ), «Вашингтон Кепіталс», «Олбані Рівер-Ретс» (АХЛ), «Кароліна Гаррікейнс», «Шарлотт Чекерс» (АХЛ), «Нафтохімік» (Нижньокамськ).
В чемпіонатах НХЛ — 3 матчі (0+0). В чемпіонатах Фінляндії — 53 матчі (18+17), у плей-оф — 17 матчів (7+3).
У складі національної збірної Фінляндії учасник чемпіонату світу 2010 (4 матчі, 0+0). У складі молодіжної збірної Фінляндії учасник чемпіонату світу 2007. У складі юніорської збірної Фінляндії учасник чемпіонату світу 2005.
Досягнення
- Володар Кубка Гагаріна (2014)
- Срібний призер чемпіонату Фінляндії (2008)
- Володар Кубка Колдера (2009, 2010)